# Laccophilus javanicus
Laccophilus javanicus är en skalbaggsart som beskrevs av Régimbart 1899. Laccophilus javanicus ingår i släktet Laccophilus och familjen dykare. Inga underarter finns listade i Catalogue of Life.